# Papa Blues
Papa Blues je poslední studiové album amerického hudebníka Papa John Creache, vydané dva roky před jeho smrtí, v roce 1992. Na nahrávce jej doprovodila skupina Bernieho Pearla. Ten je rovněž autorem několika písní, sám Creach je autorem pouze jedné. Dále se zde nachází například coververze písně „Baby Please Don't Go“ od Big Joe Williamse. Jedná se o jeho první album od roku 1978, kdy vydal desku Inphasion.

## Seznam skladeb
| Pořadí | Název                             | Autor             | Délka |
| ------ | --------------------------------- | ----------------- | ----- |
| 1.     | Sweet Life Blues                  | Bernie Pearl      | 4:15  |
| 2.     | Bumble Bee Blues                  | tradicionál       | 5:17  |
| 3.     | Old Fashioned Papa                | Pearl             | 5:03  |
| 4.     | Big Leg Baby                      | Lermon Horton     | 5:17  |
| 5.     | Why Don't You Let Me Be           | Big Terry DeRouen | 4:45  |
| 6.     | Scufflin'                         | Pearl             | 5:17  |
| 7.     | Tired of Crying                   | DeRouen           | 4:23  |
| 8.     | Papa Blues                        | Papa John Creach  | 6:25  |
| 9.     | I Think You're Stepping Out on Me | Doug MacLeod      | 3:42  |
| 10.    | Train to Memphis                  | Pearl             | 4:13  |
| 11.    | Walking My Way Back to You        | MacLeod           | 4:04  |
| 12.    | Girl, You Must Be Crazy           | DeRouen           | 5:09  |
| 13.    | Baby Please Don't Go              | Big Joe Williams  | 4:02  |

## Obsazení
- Papa John Creach – elektrické housle, zpěv

### Bernie Pearl Blues Band
- Bernie Pearl – kytara, saxofon
- Big Terry DeRouen – kytara
- Mike Barry – baskytara
- Albert Trepagnier – bicí
- Dwayne Smith – piáno